# Río San Tadeo

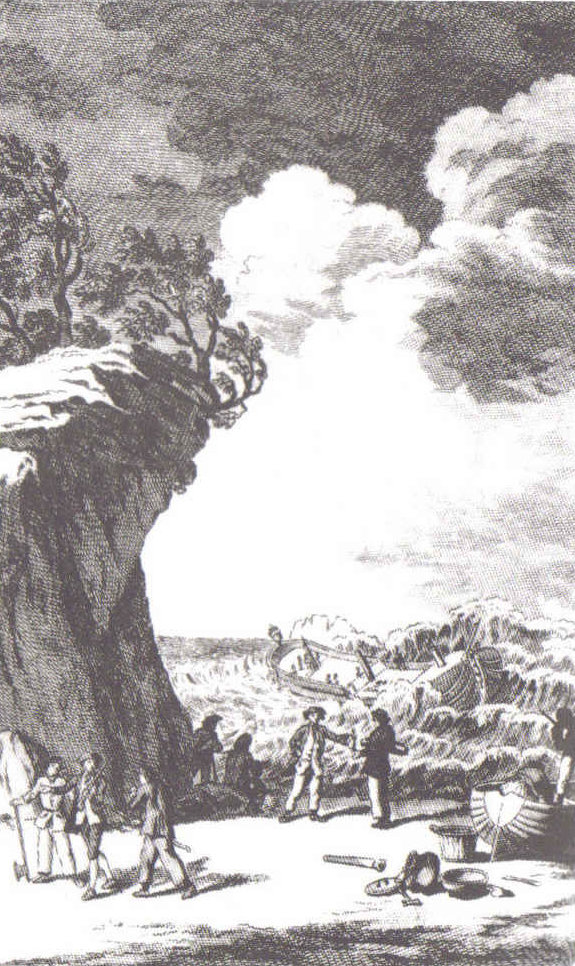
Grabado aparecido en el libro de John Byron que representa al HMS Wager encallado frente a la isla Wager.

El río San Tadeo es un curso de agua que fluye en el sur de la península de Taitao y desemboca en el golfo de Penas, en la Región de Aysén.
Su importancia radica en el hecho de que su cuenca hidrográfica colinda al noreste con la cuenca hidrográfica de la laguna San Rafael y queda a 1.8 kilómetros de la laguna con lo que ofrece la posibilidad de unir el canal Moraleda con el golfo de Penas y evitar así el largo y expuesto desvío a alta mar que impone la península de Taitao. Este proyecto es el llamado Canal Ofqui.
El río San Tadeo es llamado a veces río Lucac como lo hace por ejemplo Luis Risopatrón.

## Trayecto
El río San Tadeo nace en la confluencia de los ríos Negro y Lucac al suroeste de la laguna San Rafael, tras lo cual se dirige hacia el SO por cerca de 10 km,, entre riberas bajas y pantanosas para desembocar en el paso Expedición ubicado en la orilla norte del golfo San Esteban que está enmarcado en la ribera NE del gran Golfo de Penas.
En su cauce superior tiene un ancho de 30 m  y una velocidad de 2 a 3 m/s.: 554 
Una barra de arena y piedras obstruye su desembocadura y cerca de ella se extiende una mancha de cipreses muertos con las raíces sumergidas.

## Caudal y régimen
No se tiene información sobre su caudal.

## Historia
Por las exploraciones del sacerdote José García Alsué se sabe que los alacalufes conocían un paso que unía el golfo con la laguna y evitaba la navegación en mar abierto.
La primera noticia escrita que se tiene del río Tadeo podría ser la dramática odisea de los naúfragos del navío británico HMS Wager que encalló el 13 de mayo de 1741 y posteriormente se partió frente a la isla Wager (llamada así por el navío). Tras un motín se dividió la tripulación en dos grupos, el de los amotinados salió rumbo al estrecho de Magallanes en el Speedwell, uno de los botes salvados del naufragio y el otro liderado por el capitán Cheap salió rumbo al norte con 14 marineros entre los cuales se contaba John Byron, un navegante que posteriormente escribió su odisea en el libro The Narrative of the Honourable John Byron (Account of the Shipwreck of The Wager; and the Subsequent Adventures of Her Crew (en 1768). Según Byron (que no es el poeta J. Byron) después de varios intentos fallidos de bordear por alta mar la península de Taitao fueron llevados por indios a través de un río y debieron arrastrar el sus canoas hasta llegar nuevamente a aguas navegables. Dado que Byron no menciona ni el impresionante glaciar San Rafael ni los témpanos del río del río Témpanos y sus tiempos de viaje son muy diferentes a los de la vía por la laguna San Rafael, se estima que su viaje fue a través del lago Presidente Ríos.
Francisco Solano Asta-Buruaga y Cienfuegos escribió en 1899 en su obra póstuma Diccionario Geográfico de la República de Chile sobre el río:
San Tadeo.-—Río de mediano caudal y curso tortuoso, que se forma en los ventisqueros de los Andes por los 46° 40' Lat. y 73° 50' Lon. De allí baja por entre dos espolones de esa sierra, y entra á unos terrenos bajos en que da varias vueltas, hasta desembocar en el seno de San Esteban á los 46° 47' Lat. y 74º 13' Lon. Según el piloto Machado, que lo reconoció en 1769, «su boca es algo peligrosa porque tiene poco fondo, y estrecha tanto que sólo se puede entrar y salir cuando el mar está tranquilo», pero al interior se ensancha y es navegable por más de 20 kilómetros. A su parte superior, que también lleva el nombre de río Lucac, se aproxima á la laguna de San Rafael, dejando entremedias el angosto istmo de Ofqui de poco más de dos kilómetros, espacio que hay que atravesar por tierra para pasar desde esa laguna y bajar por él hasta su desembocadura; véase Ofqui.
Ofqui (Istmo de).-—Tramo de terreno ligeramente bajo y angosto que, por los 46° 38' Lat. y los 74º 02' Lon., une la parte sudeste de la península de Taitao á la de la base occidental inmediata de los Andes. Lo baña por el lado norte la laguna de San Rafael y por el sur el río de San Tadeo. Es un espacio de tierra de unos dos kilómetros de ancho y de muy poco alto sobre el nivel de dicho río y laguna. De aquí era que los antiguos misioneros lo atravesaban para pasar de las aguas de los canales del norte á las del golfo de Penas al sur, arrastrando y aún llevando á cuestas sus piraguas ó canoas.
Luis Risopatrón lo describe y también a un glaciar vecino:Diccionario Jeográfico de Chile de 1924:: 823 
San Tadeo (Rio) 46° 43' 74° 09' Tiene 20, 30 o 40 m de ancho en si: curso superior, presenta velocidades comprendidas entre 2 i 5 m por segundo i correhacia el S W por entre terrenos cubiertos de bosques, entre riberas bajas i pantanosas, que abundan en patos etc i ofrecen playas de arcilla i arena; se encuentra una mancha de cipreses, de cerca de 6 m de altura, con sus raices hundidas en el agua, cerca de su desembocadura en la parte N del golfo de San Esteban. Presenta barra de arena i piedra, sobre la que el mar rompe con fuerza i cuando está mala se utiliza para entrar al rio, que ofrece unos 20 kilómetros de trecho navegable, el paso Espedicion, que se abre al N de la isla de El Diablo. Se estienden hacia el E muchas vegas i pantanos, que se inundan en la pleamar, la que hace sentir su influencia hasta cerca de su oríjen i pone salobre el agua en los últimos 12 kilómetros dé su curso. 1, xi, p. 572; xiv, p. 72 (Beranger, 1768); xxiv, p. 178; xxvii, p. 142, 225 i 233 i carta 138; i XXVIII, p. 203; 35, i, p. 324 i 328; 111, ii, p. 310; 155, p. 726; i 156; de San Tadeo o Lucac en 1, xiv, p. 112 (Machado, 1769); San Mateo error tipográfico en la p. 138; i Thadeo en 162, i, p. 20 i 21.
San Tadeo (Ventisquero de) 46° 47' 73° 55' Es aun mas poderoso que el de San Rafael, encima del cual se divisa desde el golfo de Los Elefantes; corre hacia el W i termina en el terreno pantanoso que caracteriza la ribera E del rio de aquel nombre. 111, II, p. 296 i 504; i Thadeo en 162, i, p. 2.1.